# Rabigato
Le rabigato est un cépage blanc du Nord-Ouest du Portugal, région du Vinho verde, qui est autorisé pour l'élaboration d'un vin blanc de qualité. Longtemps cultivé en hautain, il est aujourd'hui conduit sur cruzeta.

## Synonymes
- Alva
- Boal
- Baldoeira
- Baldsena
- Camarate
- Carrega Besta
- Donzellindo Branco
- Donzellinho Branco
- Estreito
- Estreito Macio
- Estreito Macios
- Estuito
- Maria Gomes
- Médoc
- Muscatel Brava
- Muscatel Bravo
- Nozedo
- Pastora
- Rabigato Respigueiro
- Rabisgato
- Rabisgatos
- Rabo de Asno
- Rabo de Carneiro
- Rabo de Gato
- Rabo do Ovelha
- Rabo de Ovelha Branco
- Rasbigato
- Ribagato
- Ribagatos
- Rodrigo Affonso
- Rodrigo Alfonso
- Roupeiro